# 1339
سنة 1339 (بالأرقام الرومانية: MCCCXXXIX) هي سنة بسيطة بدأت يوم الجمعة في التقويم اليولياني.

## أحداث
- 21 يناير - معركة لاوبين.
- 18 سبتمبر - الإمبراطور غو موراكامي يتولى عرش اليابان.
- 23 سبتمبر - سايمون بوكانيغرا يصبح دوج جنوة الأول.

### التاريخ الدقيق غير معروف
- شمس الدين شاه مير يَخْطُب كوتا راني ملكة كشمير الهندية بعد هزيمتها أمامه في معركة جايابور، ولكنها قررت الانتحار لينفرد هو بحكم كشمير بادئاً سلالة شاه مير الإسلامية.
- جميع شوارع مدينة فلورنسا أصبحت مرصوفة لتكون بذلك أول مدينة في أوروبا تقوم بذلك بعد العصور الرومانية.
- أصبح موسكو كرملين يعرف باسم الكرملين.

## مواليد
- 23 يوليو - لويس الأول دوق أنجو.
- 1 نوفمبر - رودولف الرابع دوق النمسا.

### التاريخ الدقيق غير معروف
- البابا ألكسندر الخامس المزيف.
- إريك الثاني عشر ملك السويد.
- فريدريك دوق بافاريا.
- يوحنا الخامس دوق بريتاني.
- جوانا مانويل ملكة قشتالة.
- الشريف الجرجاني.
- ابن عطاء الله الإسكندري

## وفيات
- 17 فبراير - أوتو دوق النمسا.
- 26 مايو - ألدونا أميرة ليتوانيا.
- 16 أغسطس - أتزون فيسكونتي.
- 25 أغسطس - هنري بارون كوبهام الأول.
- 1 سبتمبر - هنري الرابع عشر دوق بافاريا.
- 19 سبتمبر - الإمبراطور غو دايغو.
- 29 أكتوبر - ألكسندر ميخالوفيتش تفيرسكوي.